# Relações entre Arábia Saudita e Líbano
As relações entre Arábia Saudita e Líbano são as relações diplomáticas estabelecidas entre o Reino da Arábia Saudita e a República do Líbano. Os dois países fazem parte da Liga Árabe, Organização para a Cooperação Islâmica, Fundo Monetário Árabe e da Aliança Militar Islâmica.

## Atualidades
Para combater o poder do Hezbollah e a influência do Irã no Líbano, a Arábia Saudita tem apoiado uma grande variedade de políticos e instituições libanesas, sendo os mais proeminentes a família Hariri: o ex-primeiro-ministro Saad Hariri e seu pai, Rafik, também um ex-primeiro-ministro, que construiu sua fortuna na Arábia Saudita e foi morto em um atentado, em 2005. Em 4 de novembro de 2017, Saad Hariri anunciou a sua renúncia durante um pronunciamento em Riyadh, dizendo que acreditava haver um plano de assassinato contra ele e acusando o Irã e o Hezbollah de semear a discórdia no Mundo Árabe.